# بيجارية سبروسية
بيجارية سبروسية (الاسم العلمي:Bejaria sprucei) هي نوع من النباتات تتبع جنس البيجارية من الفصيلة الخلنجية.